# Либенталь (Грачёвский район)
Либенталь — упразднённое село в Грачёвском районе Ставропольского края. 

## География
Село располагалось на реке Бешпагирка (Мутнянка) в 11 км к северо-востоку от села Старомарьевка. На карте 1991 г. издания на месте села значится МТФ

## История
Лютеранское село Либенталь основано в 1908 г немецкими переселенцами. Земли 2051 десятин. . В 1925 г. колония Либенталь входила в состав Александротальского сельсовета Ставропольского района Ставропольского округа. В колонии насчитывалось 34 двора.  Село, по видимому, перестало существовать после высылки немцев с территории Северного Кавказа.

## Население[2]
| Год     | 1918 | 1920 | 1926 |
| ------- | ---- | ---- | ---- |
| Человек | 390  | 121  | 227  |